# Nicolaikirken (Leipzig)
Nikolaikirken (ty. Nikolaikirche) er en af de mest kendte kirker i Leipzig. Kirken er kendt som stedet, hvor mandagsdemonstrationerne begyndte i 1989. 
Nikolaikirken (St. Nikolai) blev grundlagt i 1165. Efter reformationen var Nikolaikirken sæde for den første superintendent (biskop) i Sachsen. 
I 1983 begyndte mandagsbønnerne (Montagsgebete, Friedensgebete). Bønnerne blev indført af den lutherske præst Christian Führer, som tilhørte fredsbevægelsen i DDR. 
I 1989 begyndte mandagsdemonstrationer for at bede for alle, som ønskede forandringer i DDR. Den 9. oktober 1989 fandt den største demonstration sted med mere end 70.000 fredelige demonstranter, der råbte Wir sind das Volk («Vi er folket»).